# Acalypha flaccida
Acalypha flaccida là một loài thực vật có hoa trong họ Đại kích. Loài này được Hook.f. mô tả khoa học đầu tiên năm 1847.